# Associazione Calcio Vicenza 1946-1947
Questa voce raccoglie le informazioni riguardanti l'Associazione Calcio Vicenza nelle competizioni ufficiali della stagione 1946-1947.

## Rosa
| N. |                   | Ruolo | Calciatore          |
| -- | ----------------- | ----- | ------------------- |
|    | Italia (bandiera) | P     | Giuseppe Romano     |
|    | Italia (bandiera) | P     | Angelo Bellotto     |
|    | Italia (bandiera) | D     | Ernesto Sandroni    |
|    | Italia (bandiera) | D     | Aldo Parena         |
|    | Italia (bandiera) | D     | Pietro Grosso       |
|    | Italia (bandiera) | D     | Valentino Foscarini |
|    | Italia (bandiera) | D     | Walter De Boni      |
|    | Italia (bandiera) | C     | Guerrino Carraro    |
|    | Italia (bandiera) | C     | Serafino Conti      |
|    | Italia (bandiera) | C     | Andrea Campana      |

| N. |                   | Ruolo | Calciatore            |
| -- | ----------------- | ----- | --------------------- |
|    | Italia (bandiera) | C     | Alfonso Santagiuliana |
|    | Italia (bandiera) | C     | Giuseppe Caleri       |
|    | Italia (bandiera) | C     | Marcello Filippi      |
|    | Italia (bandiera) | A     | Bruno Quaresima       |
|    | Italia (bandiera) | A     | Pietro Rebuzzi        |
|    | Italia (bandiera) | A     | Giovanni Sperotto     |
|    | Italia (bandiera) | A     | Arnaldo Cadei         |
|    | Italia (bandiera) | A     | Lino Begnini          |
|    | Italia (bandiera) | A     | Domenico Piovesan     |

## Risultati

### Campionato

#### Girone di andata
| 22 settembre 1946 1ª giornata | Milan | 2 – 3 | Vicenza |  |

| 29 settembre 1946 2ª giornata | Vicenza | 0 – 3 | Bologna |  |

| 6 ottobre 1946 3ª giornata | Vicenza | 5 – 0 | Venezia |  |

| 13 ottobre 1946 4ª giornata | Bari | 1 – 0 | Vicenza |  |

| 20 ottobre 1946 5ª giornata | Napoli | 2 – 2 | Vicenza |  |

| 27 ottobre 1946 6ª giornata | Vicenza | 1 – 0 | Genoa |  |

| 3 novembre 1946 7ª giornata | Alessandria | 0 – 2 | Vicenza |  |

| 10 novembre 1946 8ª giornata | Vicenza | 1 – 1 | Inter |  |

| 12 novembre 1946 9ª giornata | Fiorentina | 4 – 1 | Vicenza |  |

| 24 novembre 1946 10ª giornata | Vicenza | 0 – 3 | Torino |  |

| 8 dicembre 1946 11ª giornata | Vicenza | 1 – 5 | Sampdoria |  |

| 15 dicembre 1946 12ª giornata | Modena | 1 – 0 | Vicenza |  |

| 22 dicembre 1946 13ª giornata | Atalanta | 1 – 1 | Vicenza |  |

| 29 dicembre 1946 14ª giornata | Vicenza | 1 – 2 | Lazio |  |

| 5 gennaio 1947 15ª giornata | Triestina | 2 – 0 | Vicenza |  |

| 12 gennaio 1947 16ª giornata | Vicenza | 1 – 1 | Juventus |  |

| 19 gennaio 1947 17ª giornata | Brescia | 0 – 2 | Vicenza |  |

| 26 gennaio 1947 18ª giornata | Vicenza | 2 – 0 | Roma |  |

| 2 febbraio 1947 19ª giornata | Livorno | 3 – 0 | Vicenza |  |

#### Girone di ritorno
| 16 febbraio 1947 20ª giornata | Vicenza | 2 – 3 | Milan |  |

| 23 febbraio 1947 21ª giornata | Bologna | 0 – 0 | Vicenza |  |

| 2 marzo 1947 22ª giornata | Venezia | 1 – 2 | Vicenza |  |

| 9 marzo 1947 23ª giornata | Vicenza | 1 – 0 | Bari |  |

| 16 marzo 1947 24ª giornata | Vicenza | 4 – 1 | Napoli |  |

| 23 marzo 1947 25ª giornata | Genoa | 2 – 0 | Vicenza |  |

| 30 marzo 1947 26ª giornata | Vicenza | 4 – 2 | Alessandria |  |

| 6 aprile 1947 27ª giornata | Inter | 1 – 2 | Vicenza |  |

| 13 aprile 1947 28ª giornata | Vicenza | 1 – 0 | Fiorentina |  |

| 20 aprile 1947 29ª giornata | Torino | 6 – 0 | Vicenza |  |

| 4 maggio 1947 30ª giornata | Sampdoria | 2 – 1 | Vicenza |  |

| 18 maggio 1947 31ª giornata | Vicenza | 0 – 1 | Modena |  |

| 25 maggio 1947 32ª giornata | Vicenza | 0 – 1 | Atalanta |  |

| 1 giugno 1947 33ª giornata | Lazio | 1 – 1 | Vicenza |  |

| 8 giugno 1947 34ª giornata | Vicenza | 3 – 2 | Triestina |  |

| 15 giugno 1947 35ª giornata | Juventus | 1 – 2 | Vicenza |  |

| 22 giugno 1947 36ª giornata | Vicenza | 2 – 0 | Brescia |  |

| 29 giugno 1947 37ª giornata | Roma | 0 – 0 | Vicenza |  |

| 6 agosto 1947 38ª giornata | Vicenza | 5 – 2 | Livorno |  |

## Statistiche

### Statistiche di squadra
| Competizione | Punti | In casa | In casa | In casa | In casa | In casa | In casa | In trasferta | In trasferta | In trasferta | In trasferta | In trasferta | In trasferta | Totale | Totale | Totale | Totale | Totale | Totale | DR |
| Competizione | Punti | G       | V       | N       | P       | Gf      | Gs      | G            | V            | N            | P            | Gf           | Gs           | G      | V      | N      | P      | Gf     | Gs     | DR |
| ------------ | ----- | ------- | ------- | ------- | ------- | ------- | ------- | ------------ | ------------ | ------------ | ------------ | ------------ | ------------ | ------ | ------ | ------ | ------ | ------ | ------ | -- |
| Serie A      | 39    | 19      | 10      | 2       | 7       | 34      | 27      | 19           | 6            | 5            | 8            | 19           | 30           | 38     | 16     | 7      | 15     | 53     | 57     | -4 |

### Statistiche dei giocatori
| Giocatore        | Serie A  | Serie A |
| Giocatore        | Presenze | Reti    |
| ---------------- | -------- | ------- |
| L. Begnini       | 8        | 1       |
| A. Bellotto      | 4        | -3      |
| A. Cadei         | 14       | 2       |
| G. Caleri        | 4        | 1       |
| A. Campana       | 28       | 0       |
| G. Carraro       | 38       | 5       |
| S. Conti         | 35       | 10      |
| W. De Boni       | 2        | 0       |
| M. Filippi       | 2        | 0       |
| V. Foscarini     | 24       | 0       |
| P. Grosso        | 34       | 0       |
| A. Parena        | 37       | 0       |
| D. Piovesan      | 1        | 0       |
| B. Quaresima     | 35       | 13      |
| P. Rebuzzi       | 33       | 12      |
| G. Romano        | 34       | -54     |
| E. Sandroni      | 38       | 1       |
| A. Santagiuliana | 27       | 0       |
| G. Sperotto      | 20       | 7       |